# NINETY-NINE NIGHTS II
『NINETY-NINE NIGHTS II』（ナインティ ナイン ナイツ ツー、N3-2）は、Q ENTERTAINMENTとフィールプラスが開発したXbox 360対応のアクションゲーム。2010年7月22日にコナミデジタルエンタテインメントから発売。

## ストーリー
これは、N3の世界とはまた別の世界の物語。
約3ヶ月前に突然現れた夜の王の軍勢は、瞬く間に中原を蹂躙。生き残った人々は鼠のように怯えながら隠れることを余儀なくされる。中原にある国々が全滅した後、光のオーブがある聖地オルフェアへの侵攻を開始した。約100万の軍勢に膨れあがった夜の王の軍勢にオルフェアを守護するエルフは全滅するのも時間の問題であった。
夜の王が現れてから92日後。夜の王の軍勢が城を包囲するなか、それをものともせず正面から入城する一人の人間がいた―――

## 登場人物
表記はキャラ名（声の出演）
グレン（黒田崇矢）
かつては中原で「天狼」の呼び名で知られた人間。夜の王により最愛の娘を失い、最後の希望であるオルフェアに協力するべく正面から入城した。
セフィア（大本眞基子）
マグニ（三宅健太）
ザジ（園崎未恵）
レフ（西村朋紘）

## 関連
- NINETY-NINE NIGHTS
- NINETY-NINE NIGHTS ONLINE